# Weichselberg

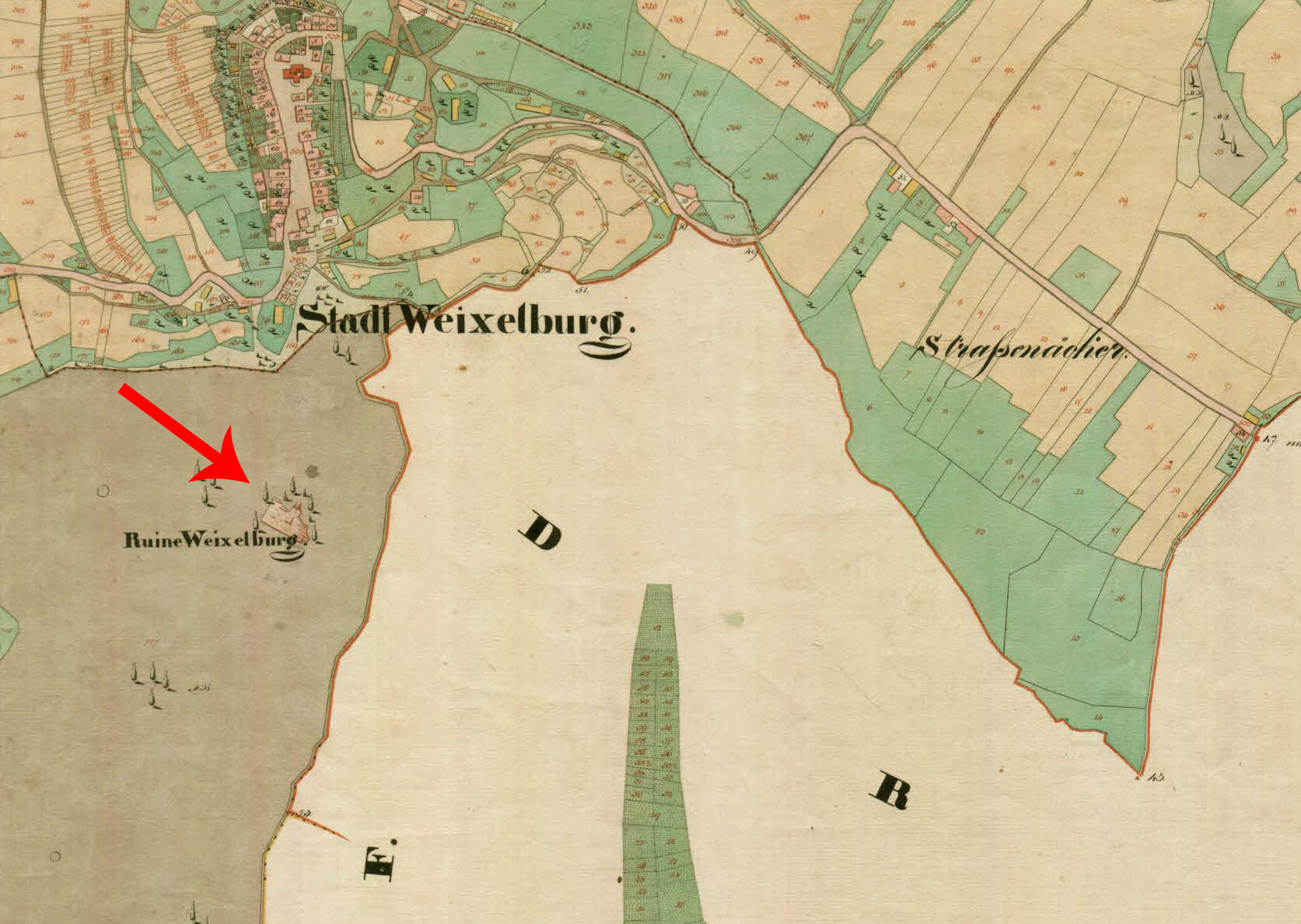
Ruine Schloss Weichselburg (auch: Weichselburg, Waihselberg, Weichselberg, Weixelburg) Ausschnitt aus dem Krain-Kataster der Franziskaner (1823–1869)

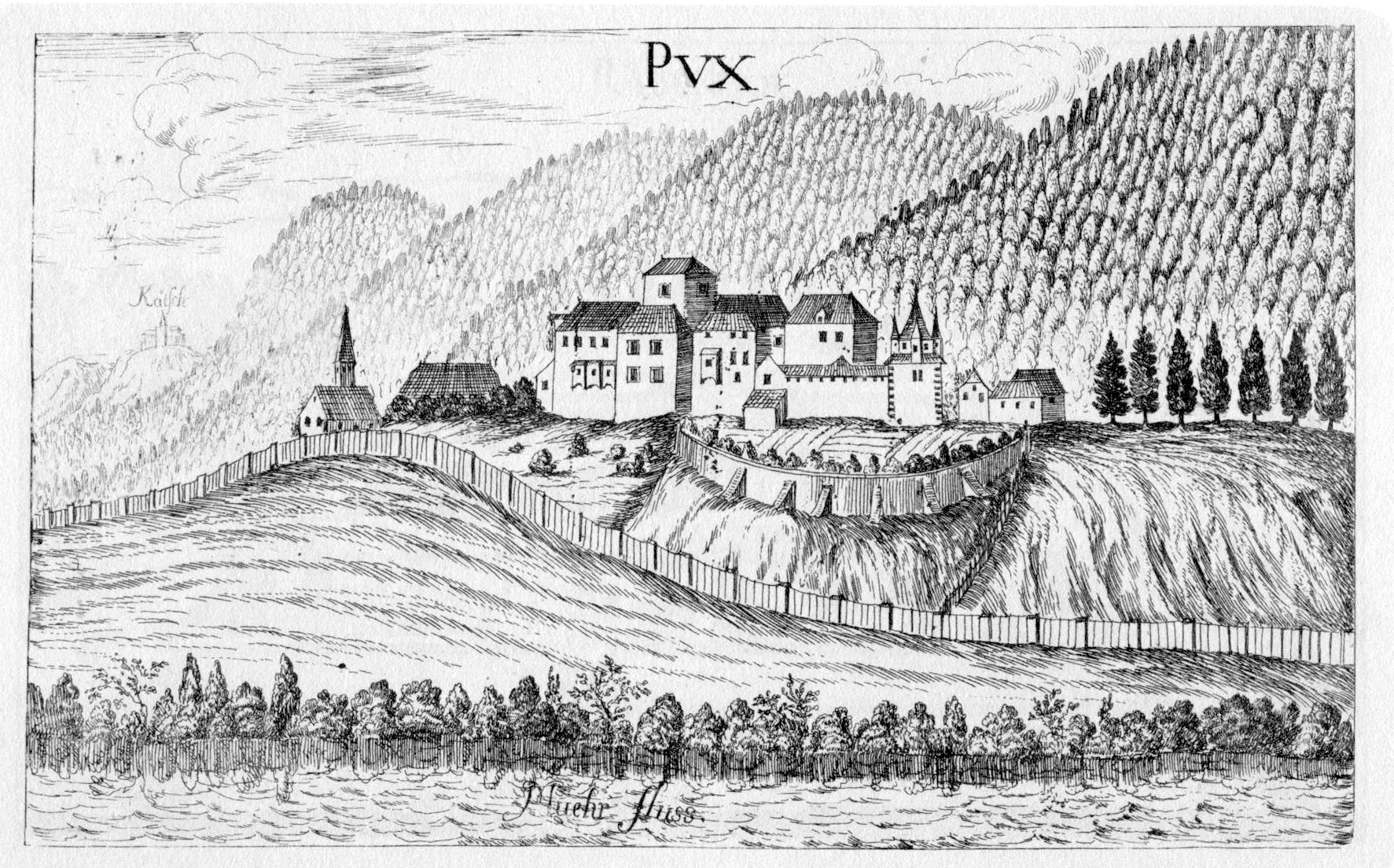
Schloss Pux, Stich nach Vischer

Weichselberg (auch Herren, Grafen von Weichselberg, Waihselberg, Weichselberg, Weixelburg, später eher Weichselburg; slowenisch: Gospodje, auch grofje Višnjegorski, benannt nach Višnja Gora) ist der Name eines edelfreien Geschlechts mit Stammsitz in der Unterkrain. Sie wurden im 12. Jh. in den Grafenstand erhoben und sind bereits im 13. Jh. erloschen bzw. durch derer von Pranckh (Adelsgeschlecht) beerbt. Das Adelsgeschlecht ist der krainische Zweig derer von Puchs (Adelsgeschlecht) (auch Pux, Pris, Puxer) mit der steirischen Stammburg Puchs (Pux). Andere sehen in der Familie die Nachfahren eines alten Salzburger Adelsgeschlechts, das Pries oder de Patris (de Pux) hieß.

## Geschichte

### Ursprung

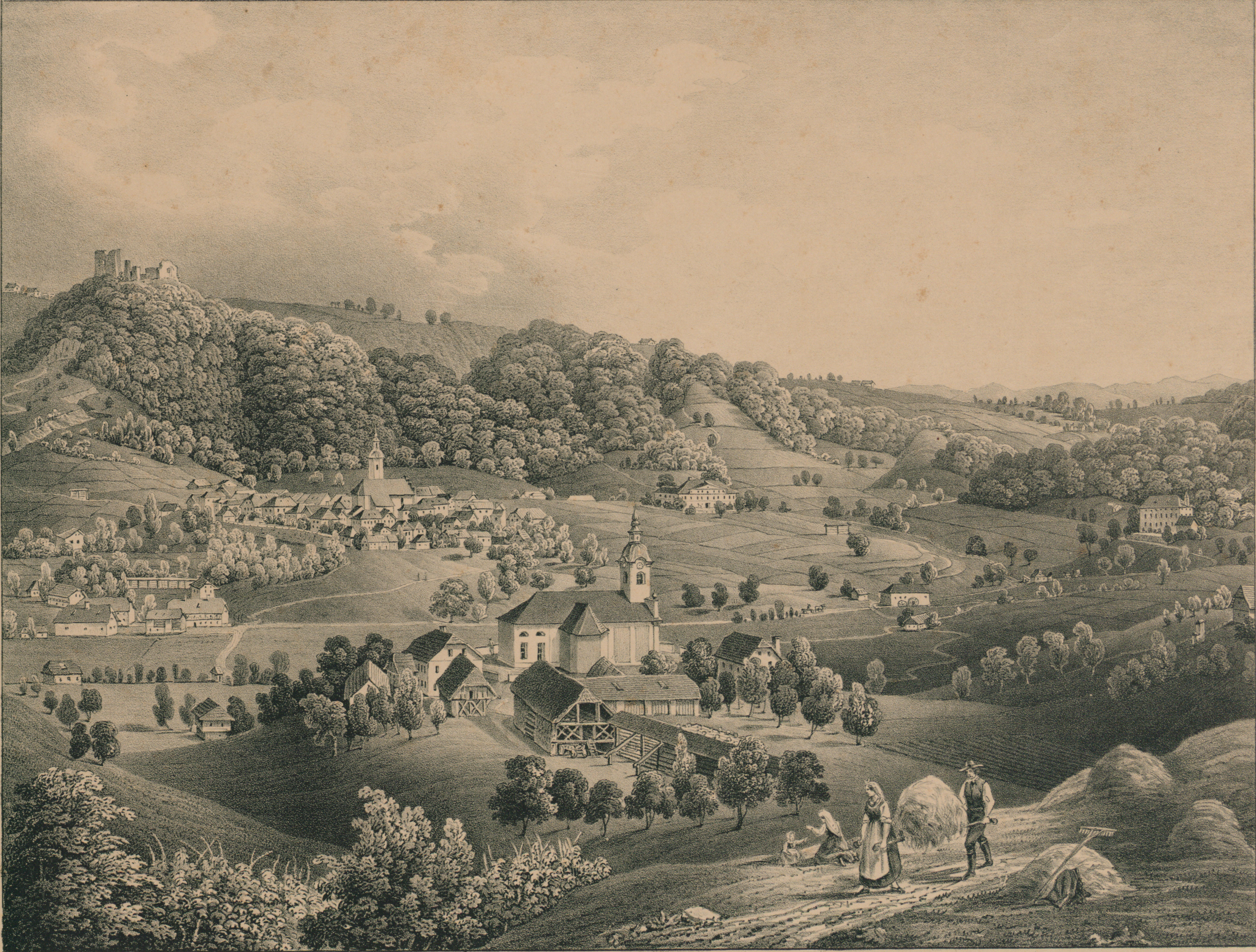
Malerische Ansichten aus Krain - Weichselburg

Das Adelsgeschlecht entstammte einer Seitenlinie der Markgräfin Hemma von Gurk. Die Brüder Dietrich, Heinrich und Meinhalm zählen somit zur so genannten Hemma-Askuin-Sippe. Bevor sich die Herren von Weichselberg in Krain niederließen, hießen sie Puchs (Pux, auch Pris), so genannt nach ihrer in der Steiermark bei Teufenbach am Oberlauf der Mur gelegenen Stammburg Puchs (Pux). Anfang des 11. Jahrhunderts teilte sich das Geschlecht in den steirischen (Heinrich) und den krainer Ast (Dietrich und Meinhalm). Letztere hießen von nun an von Weichselberg nach ihrem neuen Stammsitz in Unterkrain. Der Grafentitel wurde jedoch erst Albert von Weichselberg († 1209) als Anerkennung für seine Teilnahme am Dritten Kreuzzug (1189–1192) verliehen. Nach anderen sollen die Herren von Weichselberg Nachkommen eines alten Salzburger Adelsgeschlecht sein, das Pries oder de Patris (de Pux) hieß; genannt werden die Brüder Heinrich, Dietrich und Meinhalm.

### Verdienste
Den Herren von Weichselberg werden zwei große Verdienste zugeschrieben: Die Brüder Heinrich (Henricus), Dietrich (Dietericus) und Meinhalm (Megenhalmus) von Weichselberg erst ermöglichten die Gründung des Klosters Sittich (Stična) durch die Schenkung von großem Grundbesitz, der als erste wirtschaftliche Grundlage zur Verfügung gestellt wurde, und die Ausdehnung der Grenzen Krains nach Südosten bis zum Fluss Kulpa (slowenisch Kolpa, kroatisch Kupa) und zum Uskokengebirge sowie die Kolonisation dieser Gebiete.

#### Dotation des Klosters Sittich
Stifter des Klosters Sittich war der Patriarch von Aquileia Peregrin (Stiftungsurkunde: 1136). Dietrich von Weichselberg war Schirm- und Schutzherr der knapp zwei Kilometer östlich des vorgesehenen Bauplatzes gelegenen Urpfarre St. Veit (Šentvid), von wo aus die ersten Mönche seit etwa 1132 operierten. Erst später, 1145 und 1152, wurden die Weichselberger zu Wohltätern Sittichs: 1145 schenkten die genannten Brüder Dietrich, Heinrich und Meinhalm dem Kloster einige Huben und 1152 Gräfin Emma von Weichselberg (identisch mit Hemma von Friesach, der Gemahlin von Wolfrad von Treffen) mit der Zustimmung ihrer Brüder Heinrich und Meinhalm das Allod Babindorf (Bodendorf westlich Murau) mit den umliegenden Gebieten („totum allodum meum dominicale in loco qui dicitur Babindorf cum omnibus servis et ancillis [...]“) und ihr Bruder Henricus Brisi und seine Frau Liebyrc das Allod Radolfsdorf („allodium quod dicitur Radolfsdorf“). Das Verhältnis zwischen dem Grafen Albert von Weichselberg († 1209), dem Sohn Meinhalms, und dem Kloster scheint nicht sonderlich freundschaftlich gewesen sein, er soll dem Kloster ziemlichen Schaden zugefügt haben.

#### Gebietsgewinn
Auch die zweite Aktion war nicht ein ausschließliches Verdienst der Weichselberger. Anfang des 12. Jahrhunderts verlief die Grenze der Windischen Mark und der Mark Krain zu Ungarn und Kroatien am Oberlauf der Gurk und nördlich des Uskoken-Gebirges. Etwa um 1127 (-1131) starteten die Weichselberger gemeinsam mit dem Spanheimer Bernhard von Trixen und den Truppen des Erzbistums Salzburg eine Offensive gegen Ungarn und Kroatien, deren Streitkräfte sie jenseits der Flüsse Kulpa und Bregana (südl. Sicherberg bzw. Sichelberg, Žumberak-Gebirge) zurückdrängten. Aus den von den Grafen von Weichselberg eroberten Gebieten in den Grenzen Poljanska Gora im Westen, entlang der Kulpa bis zu den westlichen Ausläufern des Uskoken-Gebirges im Osten entstand die Weiße Mark (auch Weiße Krain, Bela krajina, Grafschaft Möttling, siehe Metlika).

### Erlöschen und Nachwirkung
Graf Albert war der letzte männliche Vertreter seines Geschlechts. Sein Sohn (Albert ?) starb wahrscheinlich schon in jungen Jahren und vor seinem Vater. Alberts Tochter Sophie († 1256 im Kloster Admont) wurde somit Erbin der riesigen Allode, die mit ihrer Heirat (1207) mit Heinrich von Andechs-Meran, Markgraf von Istrien, nun an das Haus Andechs fielen. Weichselbergische Vasallen wurden nun die der Andechs-Meranier. Darunter auch Meichau (Štih, S. 136). Nach Heinrichs Tod (1228) gelangte das Erbe Weichselberg über Heinrichs Bruder Otto und dessen Tochter Agnes zuerst an Herzog Friedrich II. von Österreich, den letzten Babenberger, danach an Herzog Ulrich III., den letzten in Kärnten regierenden Spanheimer, und danach an den Böhmenkönig Ottokar II. bzw. nach 1276 an die Habsburger. Die steiermärkischen Besitztümer, insbesondere die Stammburg Pux, gelangten durch Heirat der Erbtochter Anna von Pux an die Familie Pranckh.

## Seitenzweig: Grafen von Schönberg

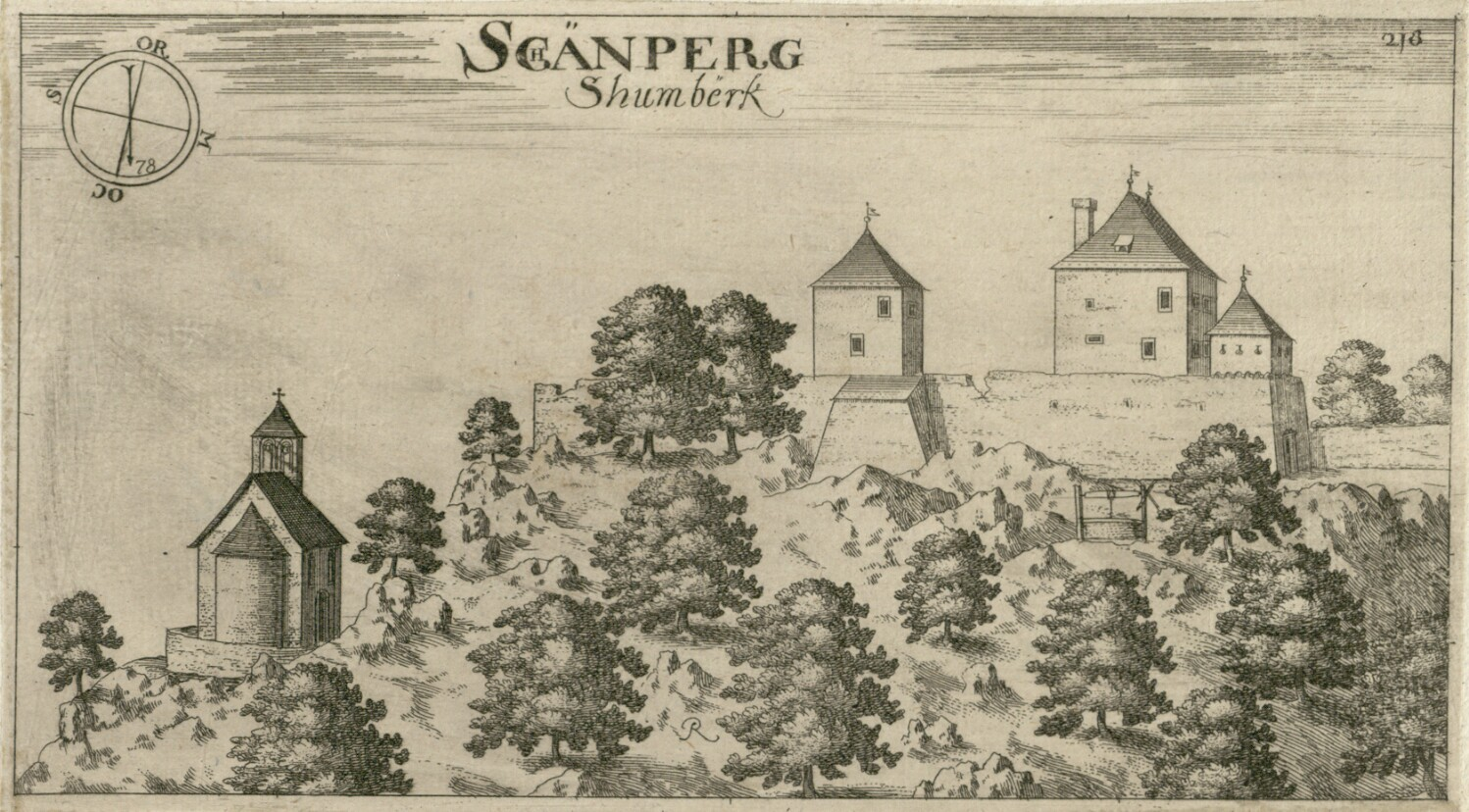
Burg Schönberg (Grad Šumberk), nach Valvasor

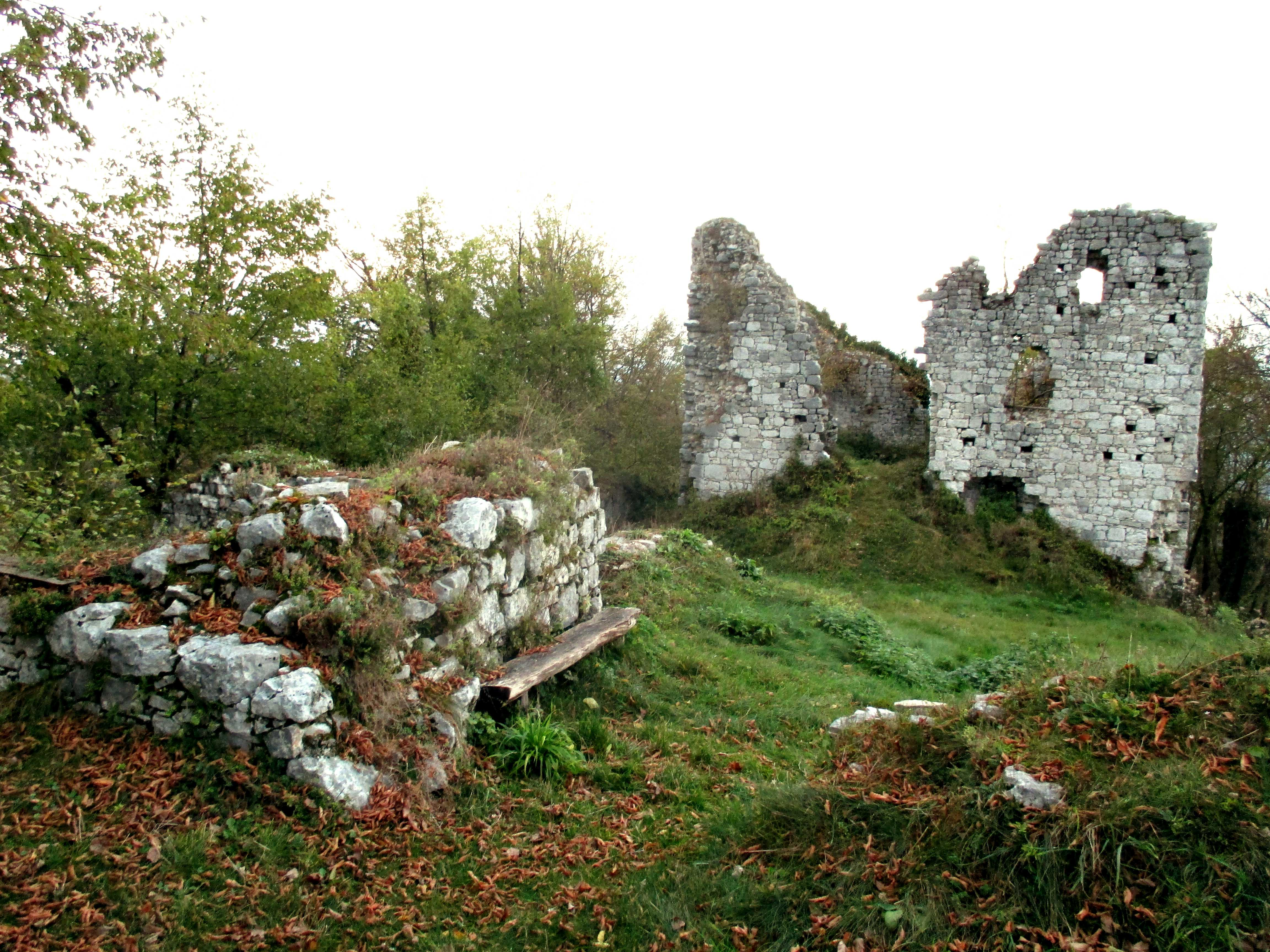
Ruinen der ehemaligen Burg Schönberg (Grad Šumberk), 2014

Burg Schönberg (Grad Šumberk), heute einige Mauerreste, einst eine mächtige Burg in Unterkrain südwestlich Treffen (Trebnje), war ebenfalls Besitz der Puchser beziehungsweise der Herren von Weichselberg, wenn nicht deren Gründung gewesen. In der Zeit von 1141 bis nach 1181 erscheint urkundlich ein Meginhardus de Sconenberge (Meinhard von Schönberg), der auf Schönberg residierte. Den Namen erhielt der neue Sitz in Unterkrain nach der Burg Schönberg, einer Burg der Puchser westlich von Judenburg. Meinhard von Schönberg nannte sich auch von Schwarzenburg, nach einem in Istrien gelegenen Besitz, der zuvor Besitz der Grafen von Weimar-Orlamünde war, sowie auch „comes Meynardus de Hystria“. Er war außerdem Vogt der Kirche von Parenzo (Poreč an der kroatischen Adriaküste) und Lehnsinhaber von Mitterburg (Pazin, it. Pisino) in Istrien. Meinhard, der zwischen 1183 und 1186 starb, hatte zwei Töchter. Mathilde „comitissa de Pysino“ war mit dem Grafen Engelbert III. von Görz verheiratet, wodurch die Görzer auch zum Titel eines Vogtes von Parenzo und zu Mitterburg kamen. Schönberg aber fiel zurück an die Puchser bzw. den Grafen Albert von Weichselberg.

## Besitz in Krain
Die umfangreichen Besitztümer (Allode) der Weichselberger lagen zerstreut in einem breiten Streifen, der im Nordwesten von Littai (slo: Litija), Weichselberg (Višnja Gora) und dem Oberlauf der Gurk (Krka) und im Südosten bis zu den südlichen und südwestlichen Ausläufern des Uskokengebirges (Gorjanci) reichte.
Auf den Burgen der Weichselberger saßen ihre Burghauptleute und Ministerialen, die sich auch nach den jeweiligen Herrschaften nannten:
- Burg Breitenau (Krain) (Dvor Zalog, auch Braijtenav) bei Rudolfswerth (Novo mesto) (ASl 170 B2)[3],
- Burg Hohenau (Krain),
- Burg Hopfenbach (Grad Hmeljnik, ASl 171 A1) bei Karteljevo,
- Kronau (Krain) (Dvor Kronovo, ASl 172 A1),
- Burg Lichtenberg (Krain) (Grad Prapreče, ASl 148 A2),
- Burg Maichau (Grad Mehovo, ASl 189 B1),
- Burg Nassenfues (Grad Mokronog / Mokro polje, ASl 172 A1/2),
- Burg Neudegg (Krain) (Grad Mirna, ASl 151 A2),
- Prečna (ASl 171 A2),
- Burg Preissegg (Grad Prežek, ASl 172 B2),
- Burg Reutenburg (Grad Čretež, ASl 152),
- Burg Blindenbach (auch Grad Plintenpach, Slepschek, Slepčjek oder Slepšek, ASl 152 A2) und
- Burg Weichselberg (Grad Višnja Gora, ASl 148 B2),
- Burg Wördl (Grad Otočec, ASl 171 B1)
- Burg Werneck (Grad Verneck)

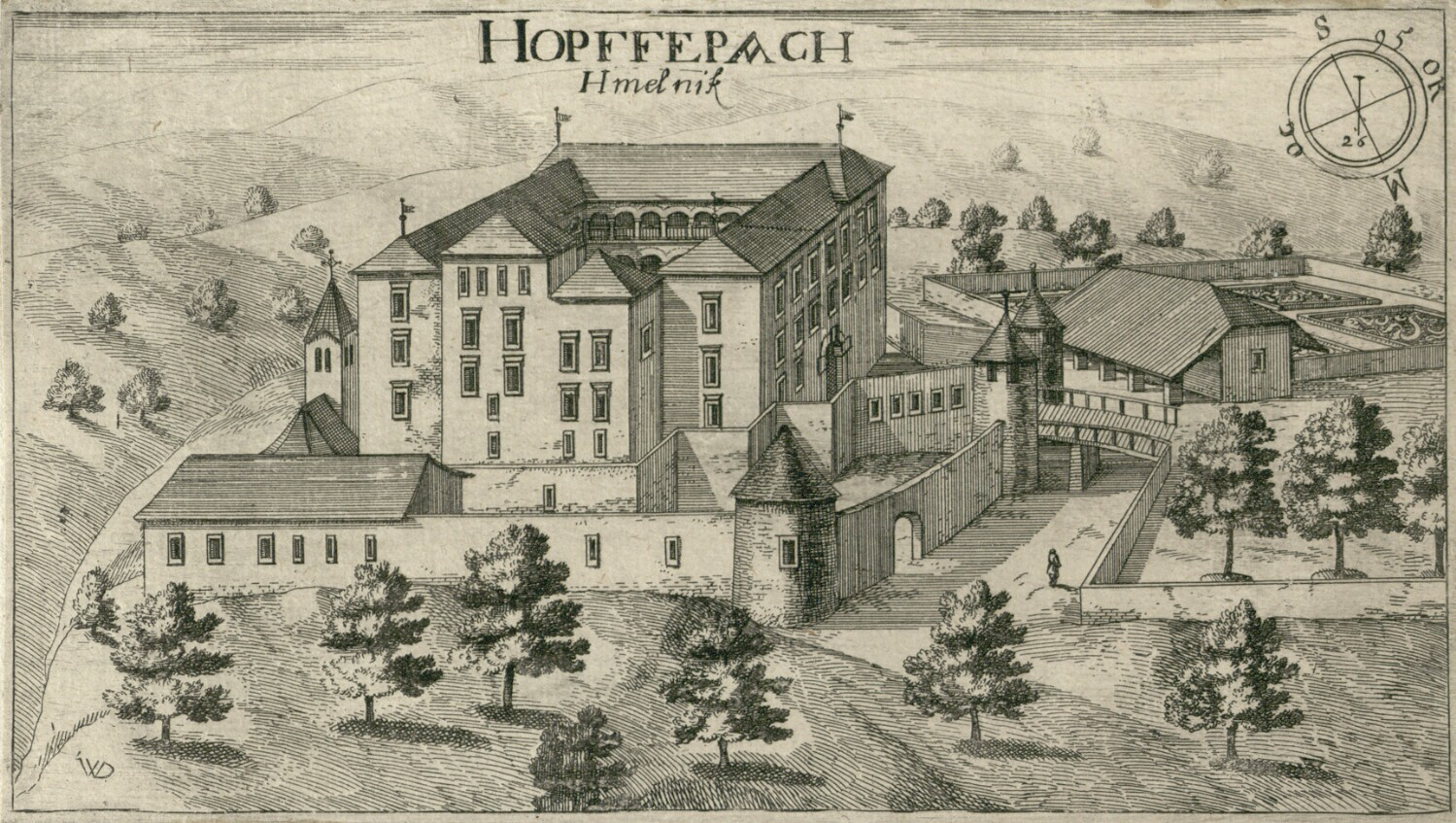
Burg Hopfenbach (Grad Hmeljnik)
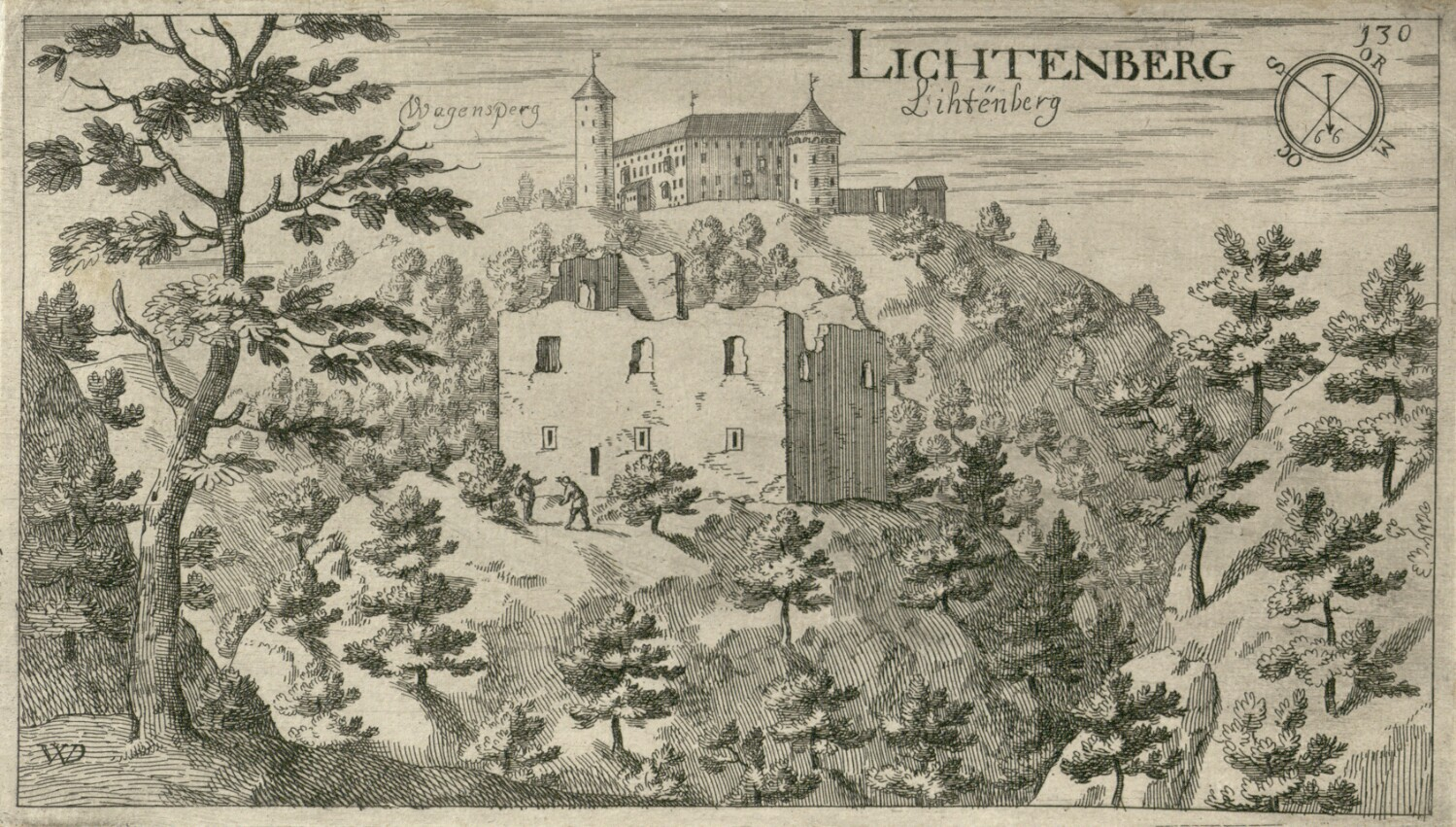
Burg Lichtenberg (Grad Lihtenberk)
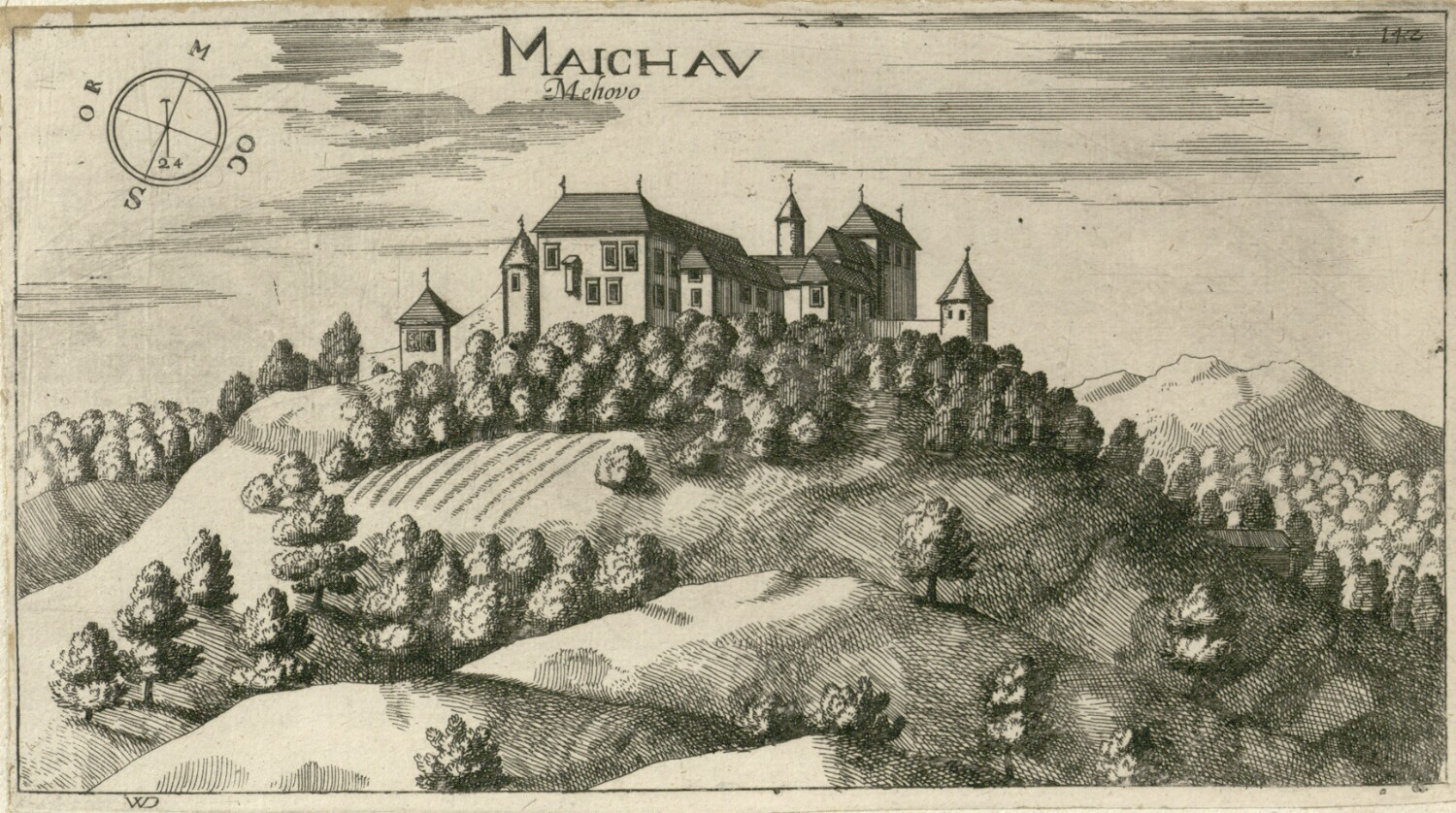
Burg Maichau (Grad Mehovo)
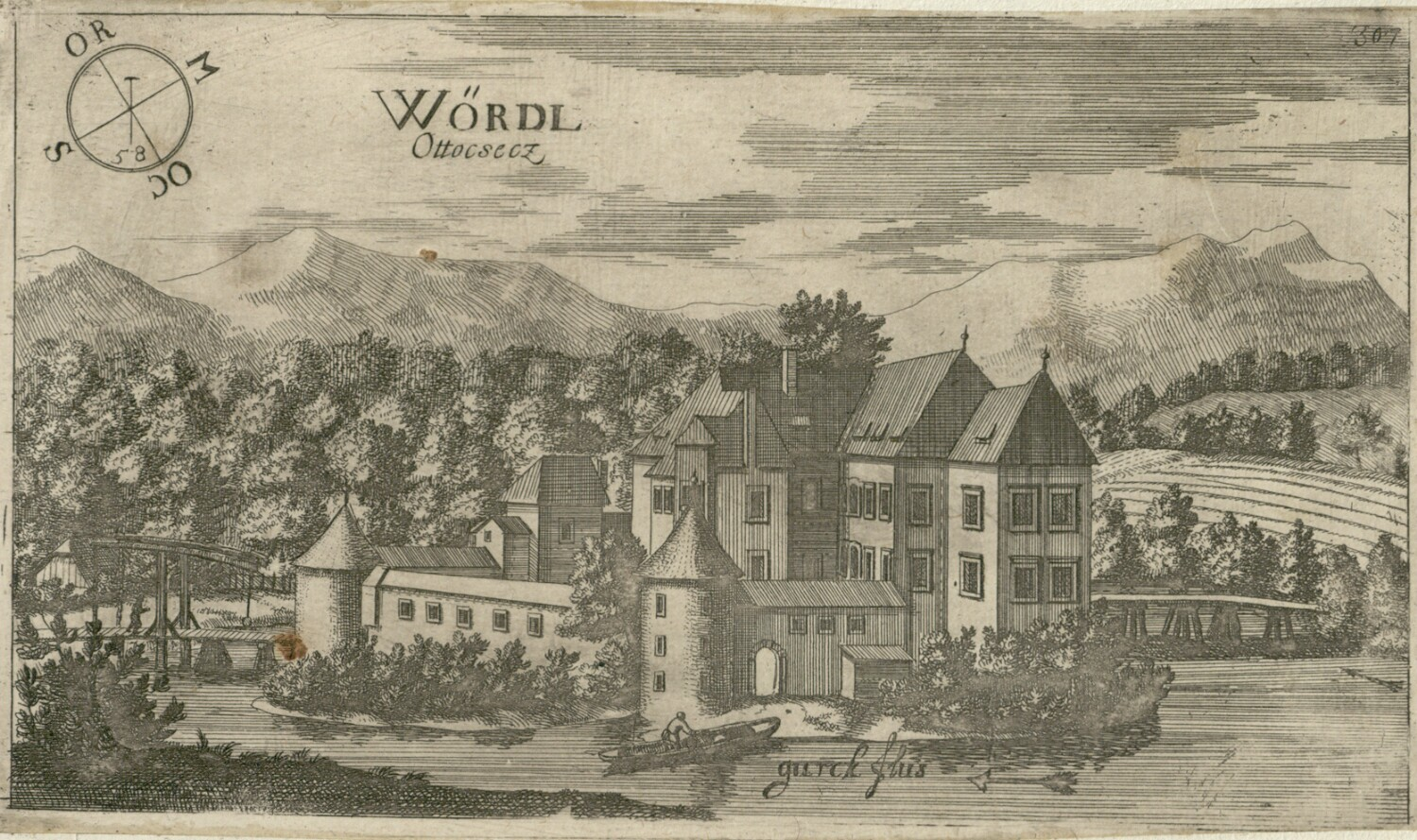
Burg Wördl (Grad Otočec), nach Valvasor
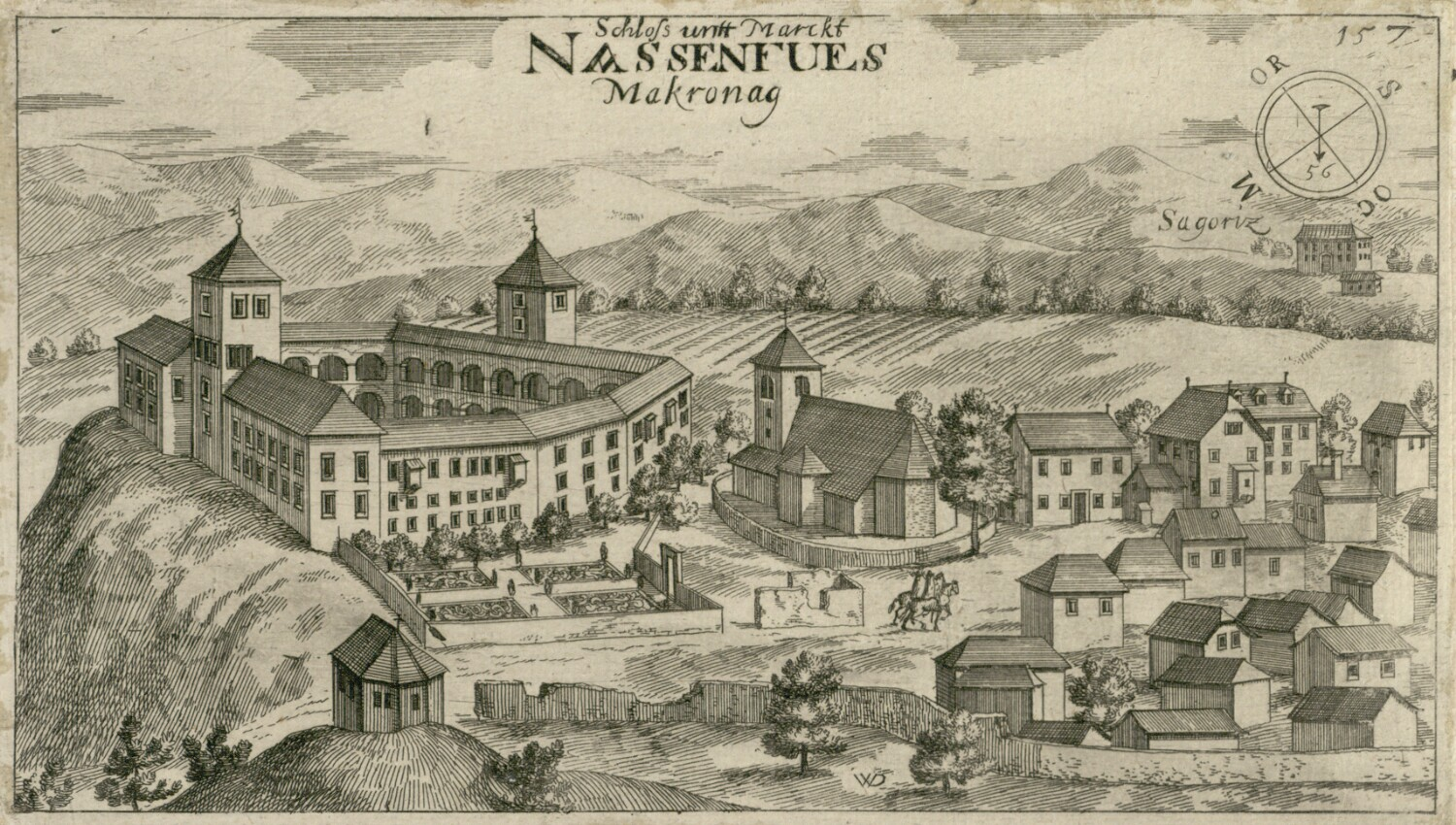
Burg Nassenfues (Grad Makronag), nach Valvasor
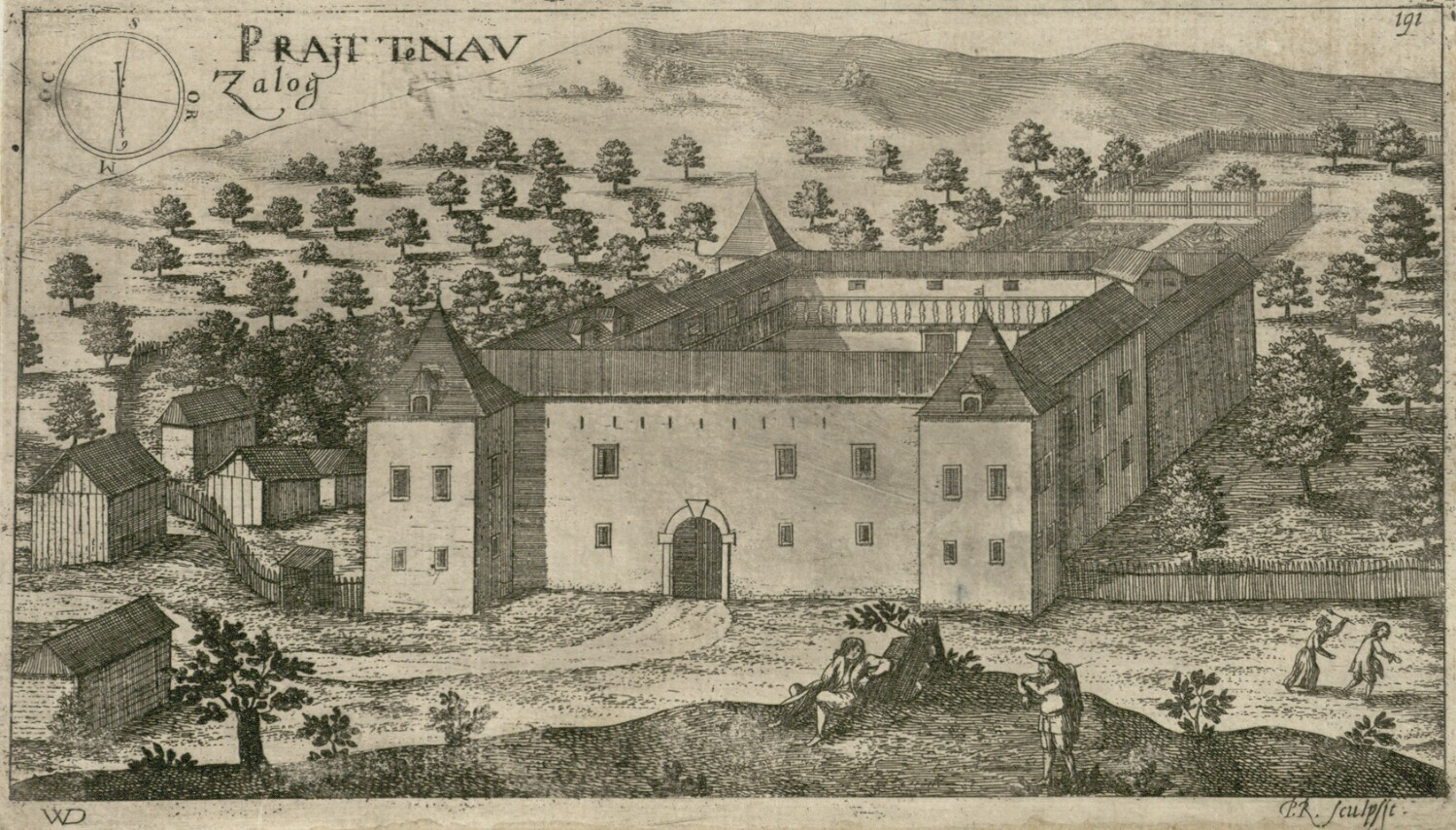
Burg Breitenau (Grad Zalog), nach Valvasor
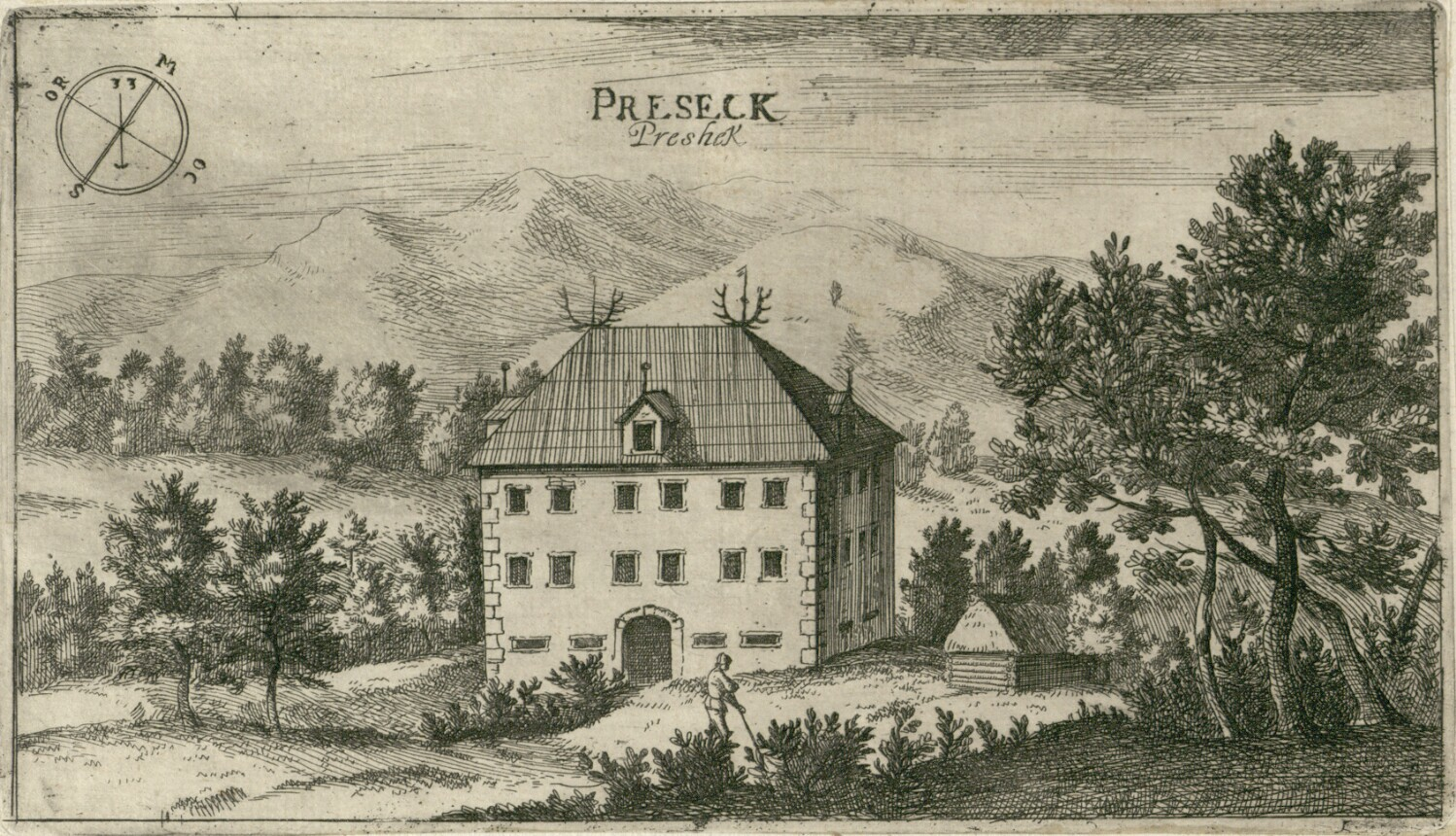
Burg Preissegg (Grad Prežek), nach Valvasor
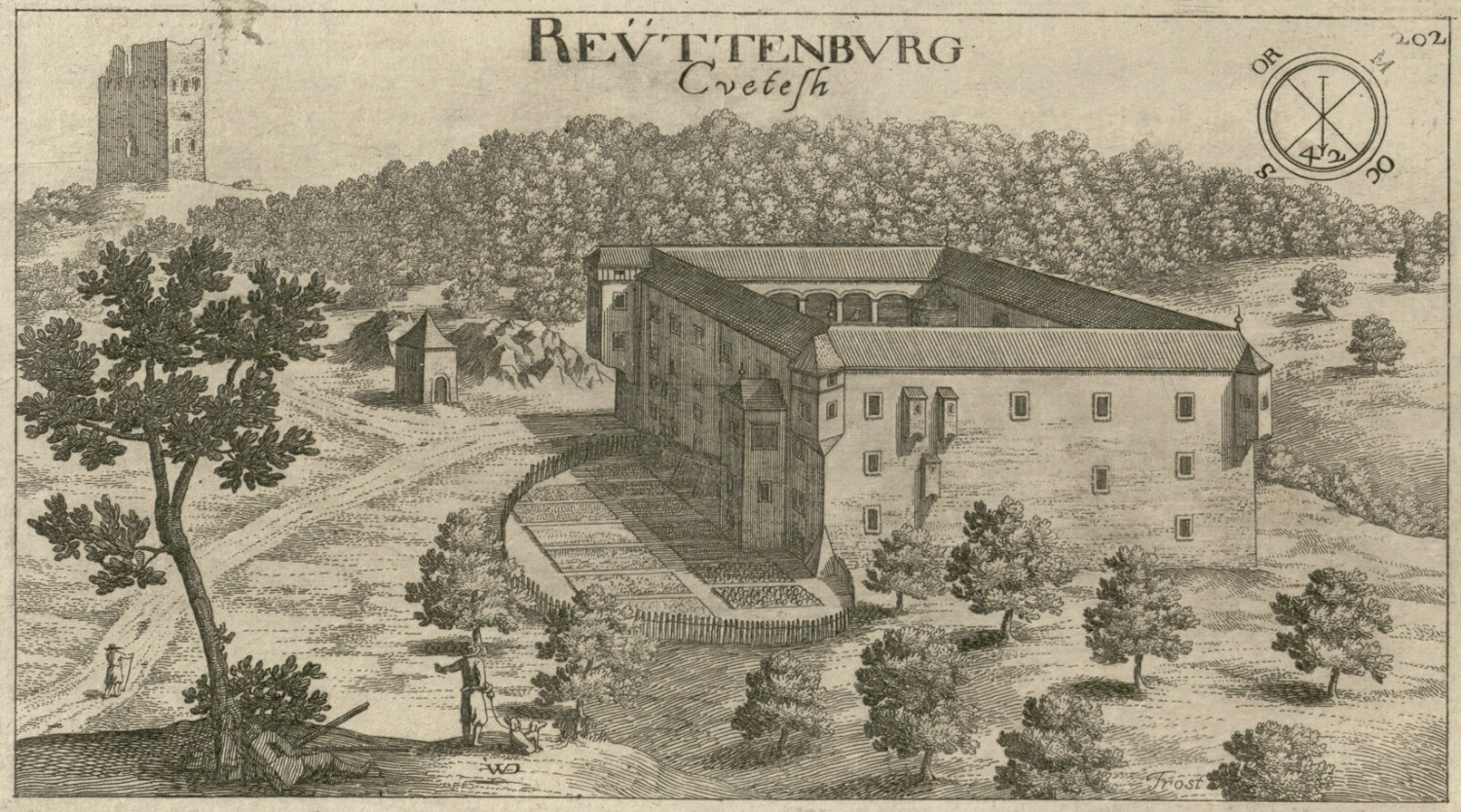
Burg Reutenburg (Grad Čretež), nach Valvasor
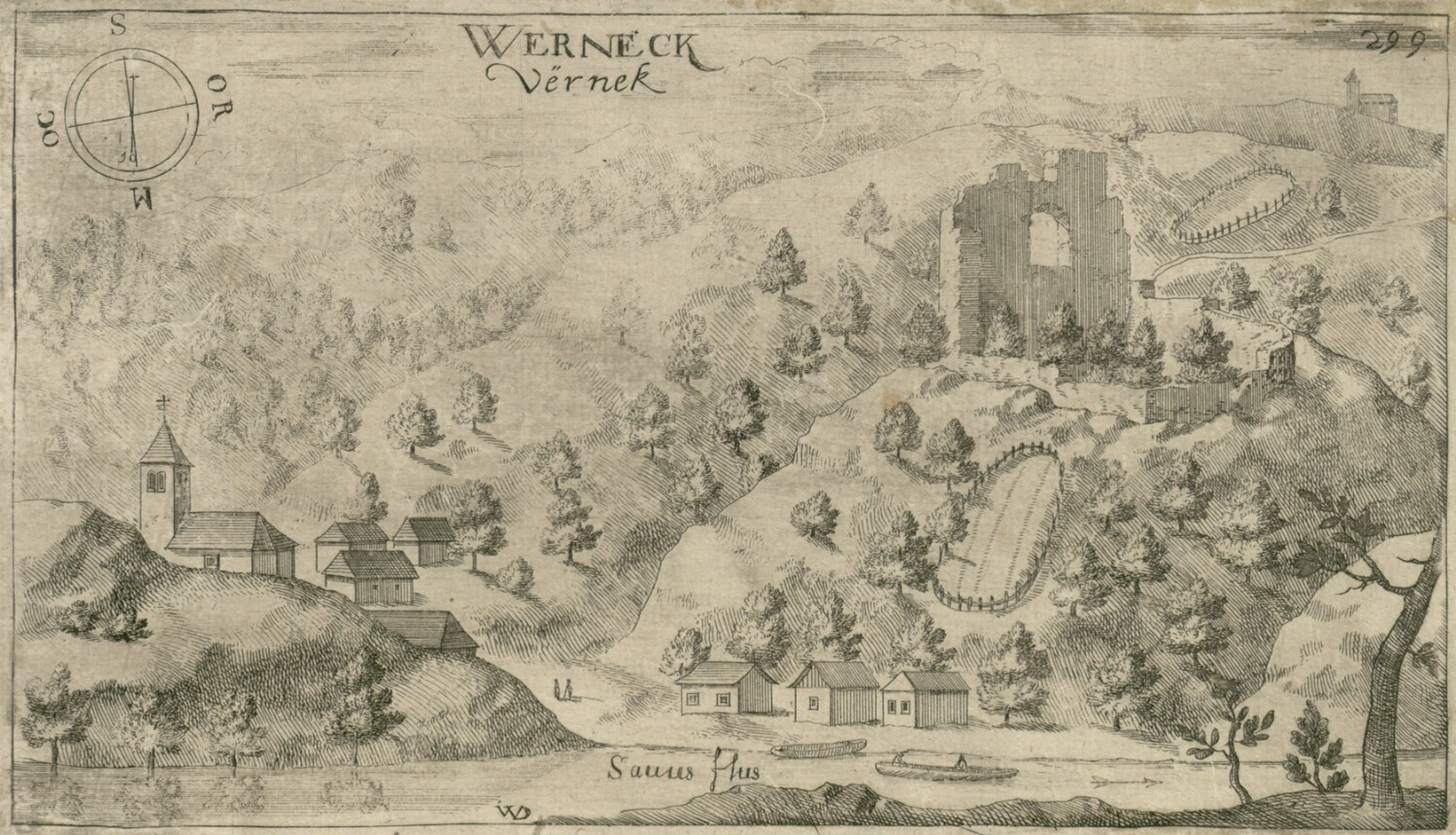
Burg Werneck (Grad Vernek), nach Valvasor

## Genealogie
Askuin (Asquin, Aschwin), lebte um 1050, Verwandter der Markgräfin Hemma, erblicher Vogt von Gurk (Kärnten)
NN
1. Graf Werigand von Windischgraz, Vogt von Gurk bis 1130, † um 1147
1. Heinrich Pris von Puchs, 1105–1165, ⚭ Liebyrch (Stammeltern der Schärfenberg)
2. Dietrich (Theoderich), um 1136
3. Mainhalm de Chraina (von Krain), 1136, kehrte vermutlich vom Kreuzzug 1145–49 nicht zurück, ⚭ Sophie
1. Albert, schon seit 1156 Inhaber von Weichselberg, † 1209
1. Sohn (Albert?) früh gestorben,
2. Sophie, Erbtochter, † Admont 1254, ⚭ 1207 Heinrich von Andechs, Markgraf von Istrien, † 1228 (Sohn des Berthold IV. von Andechs, Herzog von Meranien, † 1204, und der Agnes von Rochlitz)
4. Emma (1141–1163), ⚭ 1152 Graf Wolfrad von Treffen, † um 1180
1. Ulrich II. von Treffen
2. Ulrich, um 1097
3. Starchand, Vogt von Gurk 1130–1141, Markgraf an der Sann

## Wappen

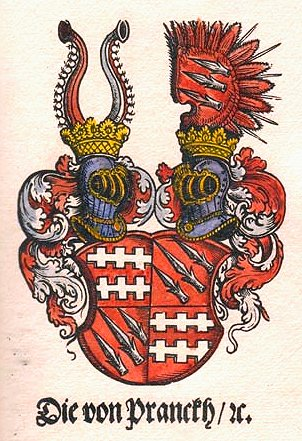
Wappen der Freiherren Pranckh zu Pux, Erben derer von Weichselberg, ehemals Pux, nach Zacharias Bartsch (Steiermärkisches Wappenbuch (1567), Tafel 57)

Wappengeschichte: Das Wappen der Freiherren von Pranckh zu Pux entstand durch die Heirat zwischen Friedrich von Pranckh und Anna von Pux. Es wurde 1628 durch Diplom von Kaiser Ferdinand II. vereint. Das gemehrte Wappen ist geviert. In den Feldern 1 und 4 befindet sich das Stammwappen derer von Pranckh. In den Feldern 2 und 3 finden sich in Rot drei rechts schräggestellte silberne Lanzenspitzen (die Saufedern derer von Pux). Der 2. Helm (derer von Pux) besitzt auf rot-silbernen Decken einen geschlossenen Flug, belegt mit drei silbernen, schräggestellten Lanzenspitzen. Die Grafen von Pranckh zu Pux führen in Teilen ihres Wappens ebenfalls symbolisch in Rot je drei rechts schräggestellte silberne Lanzenspitzen derer von Pux. Der 1. Helm besitzt entsprechend einen geschlossenen Flug mit drei silbernen, schräggestellten Lanzenspitzen.